# Schusterjunge von Weißenfels

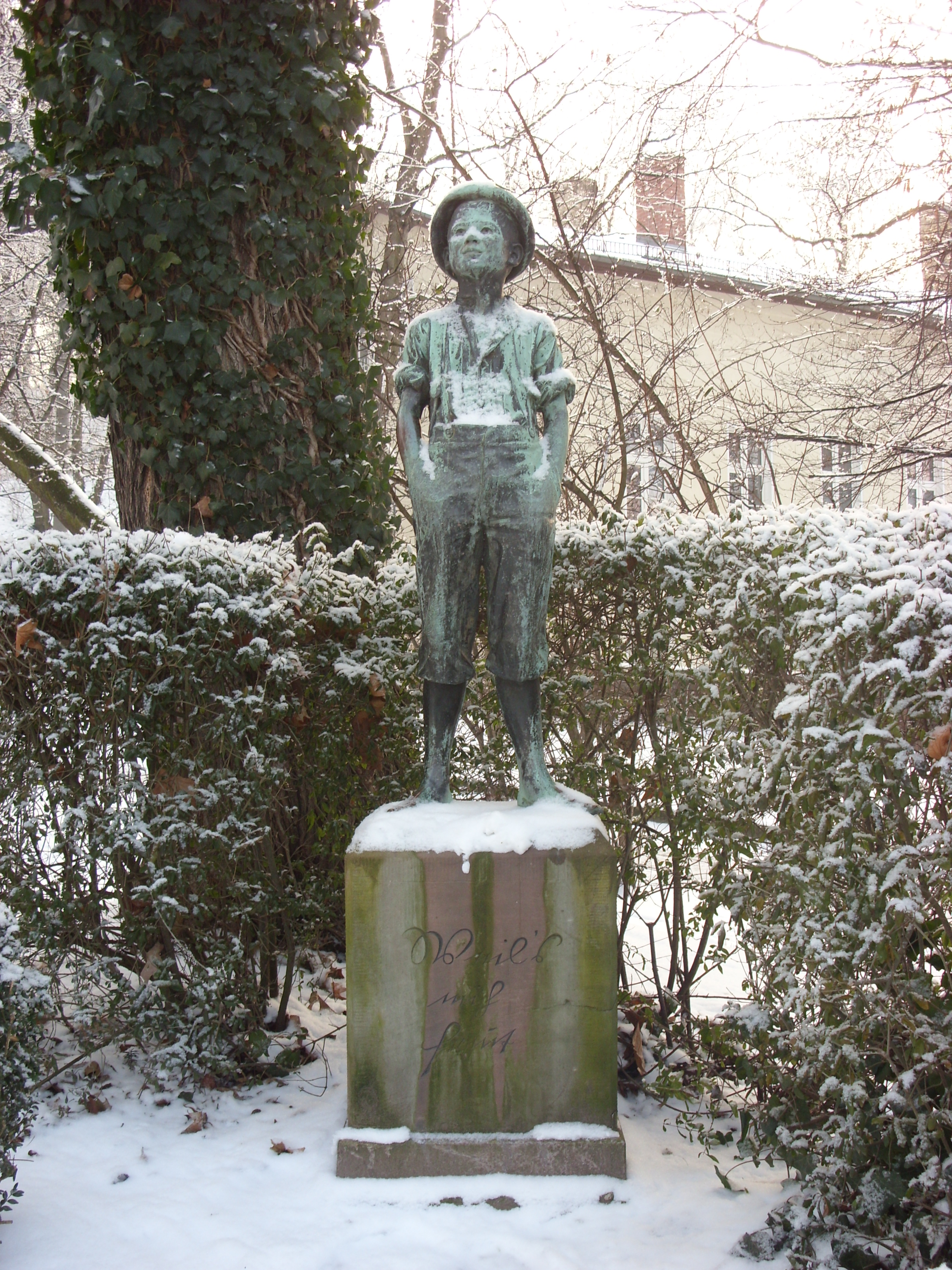
Weißenfelser Schusterjunge

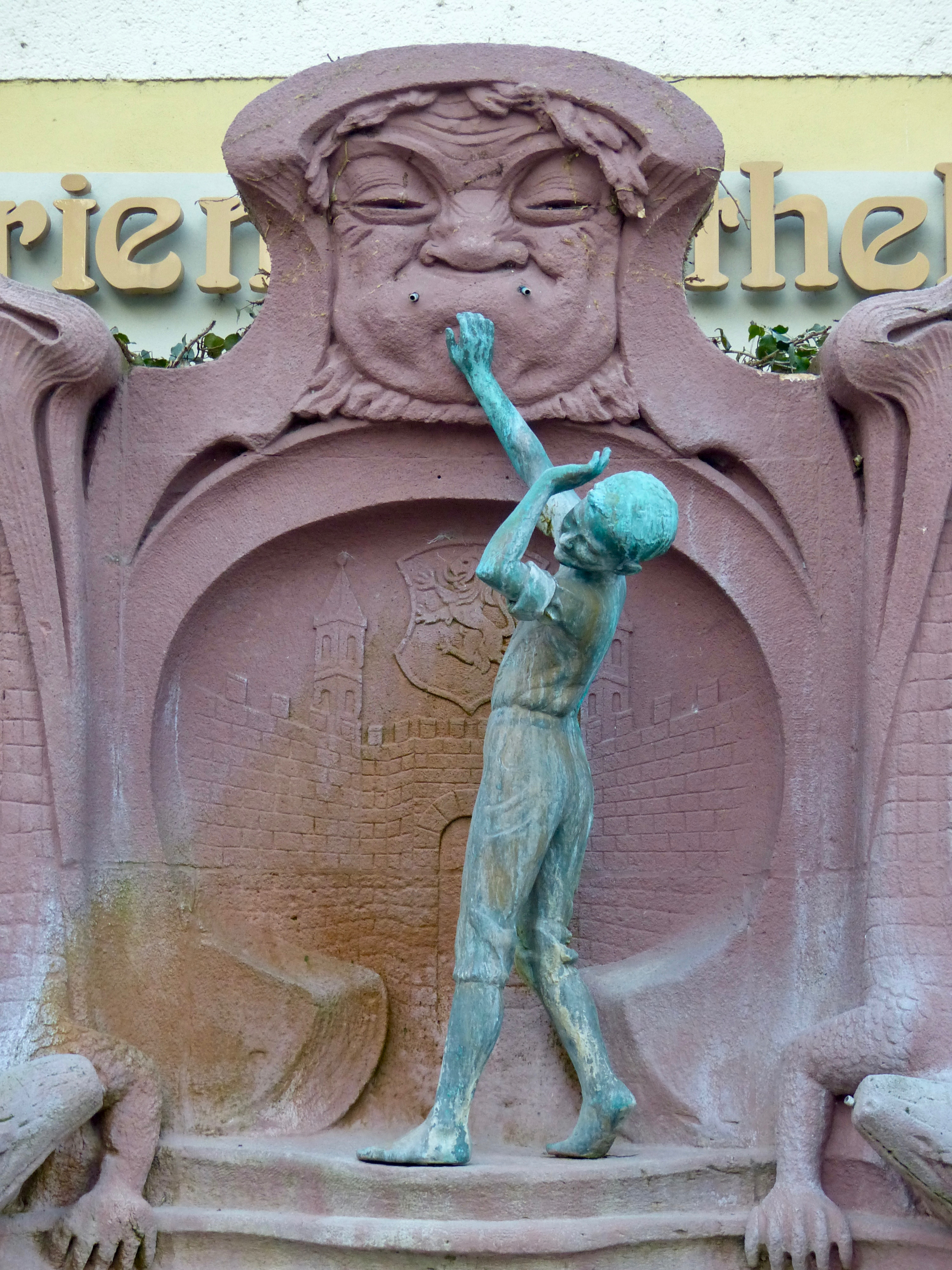
Beuditzbrunnen mit Bronzeplastik, 1903

Der Schusterjunge  (eigentlich „Stadtjunge“) ist eine 1,40 Meter hohe Bronzefigur eines fröhlichen Knaben im Weißenfelser Stadtpark. Er steht auf einem Sockel, der die Aufschrift Weil’s mich freut! trägt und gilt als Wahrzeichen von Weißenfels.
Der Schkopauer Bildhauer Paul Juckoff bekam im Sommer 1905 den Auftrag eines Zeitzer Kinderwagenfabrikanten, diese Statue für eine Aufstellung in Zeitz zu modellieren. Dem damaligen Weißenfelser Oberbürgermeister gefiel diese Plastik, auf sein Betreiben wurde ein Zweitguss angefertigt und bei der Umgestaltung des alten Friedhofs zum Stadtpark aufgestellt. Andere Quellen berichten die Brüder Oettler, die Besitzer der Brauereien Oettler in Weißenfels und Zeitz waren, wären zuerst Eigentümer der Statuen gewesen.
An der Figur weist nichts auf die Schusterei hin, jedoch hat der Volksmund den eigentlichen „Stadtjungen“ zum „Schusterjungen“ gemacht. Er ist somit eine Symbolfigur für Weißenfels und über die Stadtgrenzen hinaus bekannter als das Zeitzer Original.
Ein unbekannter Weißenfelser bewahrte den „Schusterjungen“ zur Zeit des Zweiten Weltkriegs vor der Einschmelzung durch Verstecken im Keller des Klosters oder nach anderen Quellen durch Vergraben im Leißlinger Forst. Somit konnte die Figur nach Kriegsende wieder aufgestellt werden.
Nach dieser Skulptur benannte sich die deutsche Oi!-Band, die Schusterjungs.
Bereits 1902 war durch den Weißenfelser Verschönerungsverein der Beuditzbrunnen bei Paul Juckoff in Auftrag gegeben worden. Wie auch für den Stadtjungen nutzte Juckoff seinen Laufburschen Ernst Hoffmann als Modell für die Bronzeplastik.